# Stazione di Piedimulera
La stazione di Piedimulera è una fermata ferroviaria situata nell'omonimo comune in Piemonte.

## Storia
Attivata nel 1888 come stazione dotata di due binari, negli anni 2000 è declassata a fermata.

## Struttura ed impianti
La gestione degli impianti è affidata a Rete Ferroviaria Italiana controllata del gruppo Ferrovie dello Stato.
La fermata dispone del solo binario di corsa della linea, servito da un'apposita banchina. È presente un fabbricato viaggiatori in stato d'abbandono che si compone su due piani, entrambi chiusi ai passeggeri. Sulla parete lato strada, al di sotto di una piccola tettoria, sono presenti un'obliteratrice e un monitor per gli arrivi dei treni; al 2018 questi due servizi non risultano più in funzione. Sulla parete lato binari è invece presente un pannello informativo per i viaggiatori.
Nelle immediate vicinanze del FV sono presenti un edificio di dimensioni minori, a pianta quadrata, che ospitava i servizi igienici e un tendone che ospita un impianto sportivo comunale.

## Movimento
Il servizio viaggiatori è effettuato da Trenitalia società del gruppo Ferrovie dello Stato.

## Servizi
La stazione è classificata da RFI in categoria 'bronze'.